# Serapis

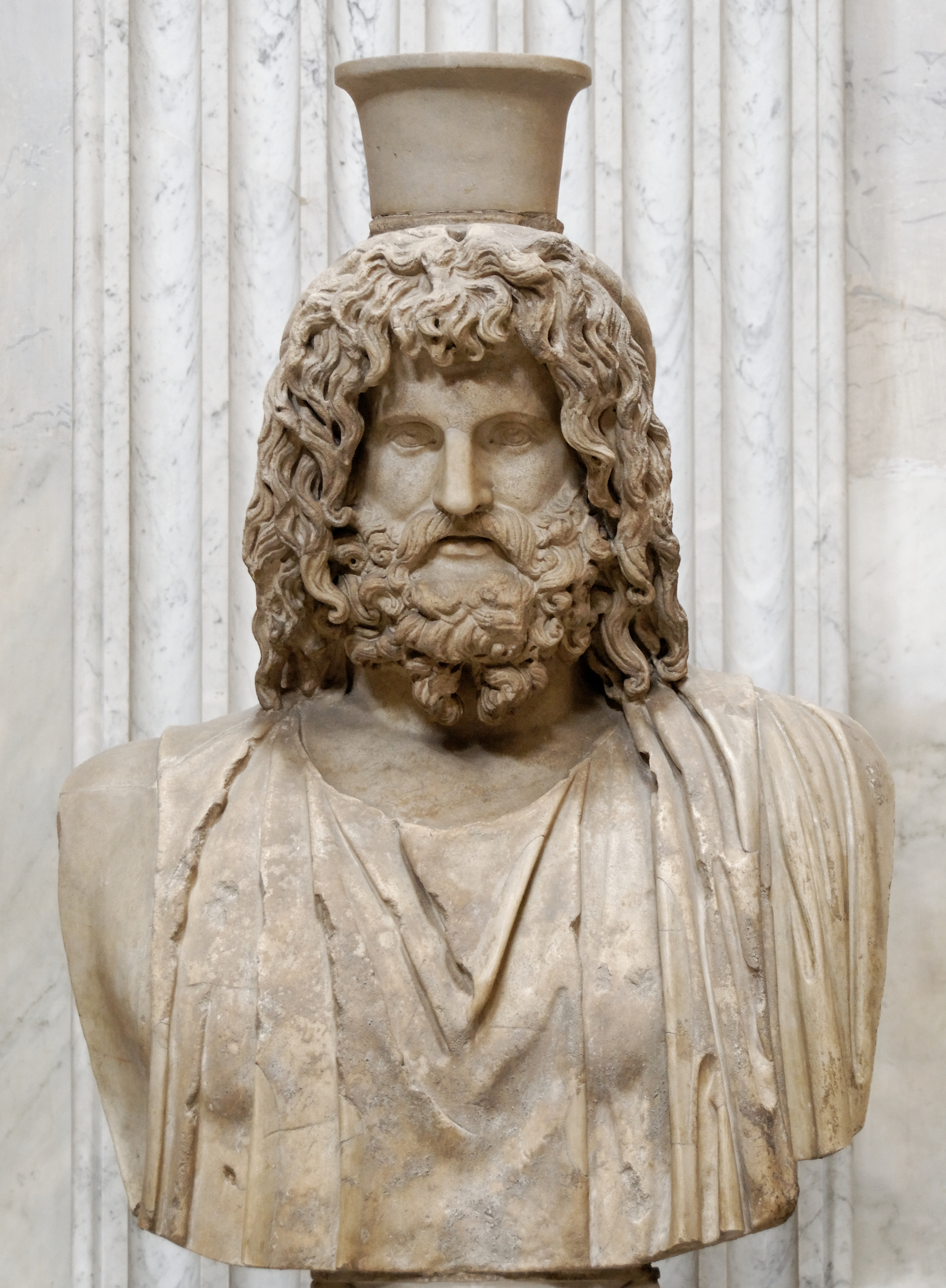
Estàtua de Serapis (Museus Vaticans)

Serapis o Sarapis (Σάραπις) fou una divinitat grecoegípcia. Ptolemeu I el declarà patró d'Alexandria i déu oficial d'Egipte i Grècia amb el propòsit d'unir culturalment tots dos pobles.
Serapis apareix ja en la seva aparença com un déu híbrid, fruit del seu origen eclèctic. Al cap porta un modius, mesura del gra, per a representar el seu paper com a déu de la fertilitat. La seva cara i roba representen un home grec i s'acompanya d'un ceptre amb una serp, com a déu de la medicina.

## Elecció del déu
Segons un text de Tàcit, Serapis fou el déu de la propera població de Racotis abans que formés part de la gran capital d'Alexandria, però és improbable que es construïssin temples dedicats als Apis morts, tret de la seva tomba de Memfis, el Serapeu de Saqqara.
Alexandre el Gran havia potenciat el culte d'Ammon, però gaudia d'un escàs afecte entre molts egipcis, car era el déu de Kush i dels tebans, que eren antagonistes del delta, més modernitzat. D'altra banda, Osiris, Isis i Horus eren venerats i populars pertot arreu. I mentre Ptah, l'artesà, déu de la gran capital nativa d'Egipte, no resultava atractiu, el bou Apis, considerat una encarnació de Ptah, havia relegat el mateix Ptah. La combinació d'Osiris i el bou Apis, representat per la imatge d'Apis mort, contenia tots els elements d'una sàvia elecció política per al caràcter de la nova divinitat, la imatge de la qual representava un déu de l'inframón amb característiques de fertilitat.
La més antiga menció de Serapis es troba en la narració de la mort d'Alexandre, presa dels diaris reials (Arrià, Anàbasi, VII. 26). Segons aquesta narració, Serapis té un temple a Babilònia i és de tal importància que només l'anomena a ell en ser consultat el rei agonitzant. Alteraria considerablement la concepció moderna d'Apis mort si es descobrís que un santuari portàtil de la divinitat acompanyà Alexandre en la seva expedició, o preparat per a ell a Babilònia.
D'altra banda, el principal déu de Babilònia era Zeus Belus (Marduk), i és difícil d'imaginar que hagués estat assimilat a Serapis en aquesta ocasió. Tanmateix, se sap que Enki, anomenat també Sarapsi, el déu de l'oceà profund, de l'aprenentatge i de la màgia, tenia un temple a la ciutat. Sembla poc probable que aquest Sarapsi-Sarapis s'adoptés a Sinope i d'aquesta ciutat es prengués com a origen del déu egipci, a Alexandria. Però independentment de si el nom egipci de Sarapis prové realment del Sarapsi babilònic, la importància que tingué durant els últims dies d'Alexandre podria haver determinat l'elecció de l'egipci Osiris-Apis per aportar el nom i algunes de les principals característiques al déu d'Alexandria.
Des de l'any 2008, després d'un seguit d'estudis, es creu que l'Asclepi d'Empúries no és una representació del déu grec de la medicina, Esculapi, sinó de Serapis.